# Juan José Rossi
Juan José Rossi (Rosario, Santa Fe, Argentina; 25 de mayo de 1963) es un exfutbolista argentino que se desempeñaba como mediocampista. Jugó en el Club Atlético Newell's Old Boys, Club Atlético River Plate y el Tigres de la UANL, entre otros. En Argentina ganó el campeonato de Primera División con Newell's en el año 1988 y en 1992.

## Historia futbolística
Debutó en Newell's un jueves 8 de diciembre de 1983, por la fecha 35 del torneo Metropolitano de ese año, en el partido que la Lepra venció a Nueva Chicago como visitante por 3 a 1 , con goles de Dezotti, Martino y Almirón. El técnico era Juan Carlos Montes, quien lo hizo ingresar por Rubén Darío Ciraolo en el minuto 67.

## Clubes
| Club              | País      | Año       |
| ----------------- | --------- | --------- |
| Newell´s Old Boys | Argentina | 1983-1989 |
| Tigres de la UANL | México    | 1989-1990 |
| River Plate       | Argentina | 1990-1991 |
| Tigres de la UANL | México    | 1991-1992 |
| Newell´s Old Boys | Argentina | 1992-1993 |
| Banfield          | Argentina | 1993-1996 |
| Deportivo Español | Argentina | 1996      |